# Rabenstein an der Pielach
Rabenstein an der Pielach  är en ort och kommun  i Österrike. Den ligger i distriktet Sankt Pölten-Land i förbundslandet Niederösterreich, 70 kilometer väster om huvudstaden Wien.
Kommunen består av åtta orter (Ortschaften) (inom parentes invånarantal 1 januari 2024):

- Deutschbach (178)
- Dorf-Au (666)
- Königsbach (141)
- Rabenstein an der Pielach (808)
- Röhrenbach (35)
- Steinklamm (185)
- Tradigist (361)
- Warth (97)